# Valenton
Valenton (pronunciado /valɑ̃tɔ̃/) es una comuna francesa situada en el departamento de Valle del Marne, de la región de Isla de Francia.

## Demografía
| 474 | 546 | 492 | 478 | 577 | 594 | 621 | 584 | 605 | 615 | 661 | 750 | 587 | 748 | 726 | 746 | 851 | 766 | 819 | 861 | 958 | 1 133 | 1 723 | 2 374 | 2 448 | 2 115 | 2 773 | 7 713 | 10 539 | 11 152 | 10 621 | 11 110 | 11 426 | 12 294 | 11 940 | 14 837 |
| Para los censos de 1962 a 1999 la población legal corresponde a la población sin duplicidades (Fuente: INSEE [Consultar]) |     |     |     |     |     |     |     |     |     |     |     |     |     |     |     |     |     |     |     |     |       |       |       |       |       |       |       |        |        |        |        |        |        |        |        |